# Dezful
Dezful, ook wel gespeld Dizful, is een stad in Iran, in de provincie Khūzestān, aan de Dez, niet ver van de voet van het Zagrosgebergte. De stad had in 2011 248.000 inwoners.
De stad ligt in een aardolierijk gebied en heeft olieraffinaderijen. Dezful is ook een handelscentrum voor de omgeving.
De naam van de stad zou ongeveer betekenen: brug in combinatie met een fort, of: versterkte brug. Inderdaad ligt bij de stad een versterkte brug over de rivier de Dez. Deze brug dateert uit de 4e eeuw voor Chr. en is een uniek oudheidkundig monument.
Aan de Dez, 32 kilometer stroomopwaarts van Dezful, is een stuwdam in de rivier gelegd ten behoeve van een waterkrachtcentrale.
Dezful heeft in de Irak-Iranoorlog tussen 1980 en 1988 zware schade opgelopen; de stad lag in de beginfase van de oorlog na Iraakse terreinwinst enige tijd aan de frontlinie. De Irakezen wisten Dezful echter niet in te nemen. Wel is de stad diverse malen zwaar gebombardeerd. Na het einde van de oorlog is Dezful grotendeels weer nieuw opgebouwd.